# Убийство полицейских в Черкассах (1914)
Убийство полицейских в Черкассах (1914) — событие, которое произошло в 1914 году в Черкассах и было одним из самых резонансных событий в то время в Российской империи.

## Течение событий
Событие произошло в середине мая 1914 года. Все началось с разбойничьего налёта на Лебединский монастырь, из которого грабители похитили драгоценности, в том числе и драгоценные кресты. Об этом ограблении писали все киевские издания (поскольку эта часть Черкасской области была в составе Киевской губернии). Впоследствии было установлено, что налёт совершили двое грабителей. Один из них, Григорий Погребной, был профессиональным вором из Городища, другой — черкасский извозчик Матвей Зайвенко. Первому было 28 лет, второму — 25 лет. Перед этим они уже совершили несколько грабежей со взломом на Чигиринщине. После ограбления монастыря грабители отправились в Черкассы.
Первое нападение они совершили на дом обитавшего на Мытнице лесопромышленника Гинзбурга. Около часа ночи они начали стучать в парадный вход и проситься войти. Хозяин схитрил и указал на другой вход. Пока преступники обходили дом, Гинзбург позвал на помощь. Той ночью неподалеку патрулировал Харитон Тацко. Он подошёл к месту происшествия, окликнул разбойников, на что те дважды выстрелили в него, забрали его револьвер и скрылись. К раненому полицейскому сбежались люди, но спасти им его не удалось, и через 20 минут умер.
Разбойники направились к Кавказу (современный Казбет), в районе улицы Красной (современная Гагарина) им встретился мясник Борух Березняков. Он сопровождал домой двух девушек, 16-летних близнецов Розу и Женю Улицких. Преступники потребовали денег, девушки с криком разбежались, а Борух вместо денег предложил часы. Разбойники несколько раз ударили рабочего по голове, затем застрелили и ограбили.
Выстрел услышал полицейский с 15-летним стажем Емельян Байчик, который был на патрулировании на Старобазарном спуске (ныне Замковый спуск). Правоохранитель подбежал к месту преступления, разбойники услышали его и скрылись в сумерках. Когда тот выбежал на свет фонаря, разбойники выстрелили ему в живот. Забрав оружие у убитого полицейского, преступники отправились дальше.
Они слонялись по Кавказу, затем посетили местный бордель супругов Рабиновичей по улице Лесной (ныне Университетская). Там было 5 посетителей, один из которых, Арон Базилянский, был в холле. К преступникам вышел хозяин, но после угроз он скрылся в комнате. Вслед ему прозвучали 2 выстрела, которые нанесли ранения жене хозяина. Базилянский от увиденного застыл на месте, чем воспользовался Зайвенко. Он выстрелил сразу из 2 револьверов. В то время Погребной хотел перестрелять проституток, но Зайвенко остановил его.
Выстрелы в борделе услышал полицейский Никанор Тимошенко, патрулировавший на пересечении улиц Александровской (ныне бульвар Шевченко) и Лесной. Он направился в публичный дом, забежал через парадный вход. По нему стали стрелять скрывшиеся в коридоре разбойники. Тяжело раненый полицейский смог выйти на улицу и крикнуть убегающим проституткам, чтобы те вызвали полицию.
Правоохранителей проститутки нашли на перекрестке улиц Крещатик и Суворовской (ныне Байды Вишневецкого). Весь город был поднят по тревоге, на рабочие места прибыли прокуроры, администрация и следователи. С предупреждением позвонили в соседние Смелу, Городище и Мошны, к вокзалу и пристани были направлены усиленные полицейские отряды. Стражники (отряды уездной полиции) обследовали дороги на Дахновку и Русскую Поляну. Разбойники направились в Геронимовку, где заставили одного крестьянина везти их в Белозерье. Оттуда они пешком направились к Смеле.
Один из отрядов стражников, направлявшийся к Яблоновке, заметил в кустах подозрительных лиц, пытавшихся спрятаться. При аресте Погребной вытащил револьвер, после чего был застрелен на месте; Зайвенко сдался без боя.
Следствие против разбойников вёл следователь по особо важным делам. 
Квитницкий был похоронен в тот же день. Евреи были похоронены в тот же день, а полицейских отпевали в Свято-Троицкой церкви. На погребение полицейских вышел почти весь город, гроб с телами сопровождала тысячная толпа горожан. 20 мая они были похоронены на кладбище в братской могиле, проповедь читал отец Кирилл Шараевский. Событие освещалось местными журналистами в газете «Черкасские отклики». В настоящее время[когда?] могила, находящаяся на Троицком кладбище, находится в неухоженном состоянии.

## Погибшие
Полицейские
- Харитон Игнатьевич Тацко — к моменту смерти ему было 29 лет. В Русской Поляне близ Черкасс у него остались жена и двое детей (4 и 5 лет).
- Емельян Никитович Байчик (или Байчиков) — на момент смерти было 49 лет. У него остались больная жена и 3 детей (сыну Павлу было 8 лет).
- Никанор Тимошенко — ему был 51 год, после себя оставил жену и двоих маленьких детей.

Гражданские
- Борух Березняков — еврей, которому было 28 лет. У него остались беременная супруга и дочь 3 лет.
- Арон Базилянский — молодой еврей, который перед женитьбой хотел набраться опыта в борделе.